# Universität (metropolitana di Monaco di Baviera)
Universität è una stazione della metropolitana che serve le linee U3 e  U6 a Monaco di Baviera; si trova nel quartiere di Maxvorstadt. La stazione si trova direttamente al di sotto di Ludwigstraße, che corre da nord a sud della città, ed è una delle principali arterie di Monaco. La posizione della stazione, al limite orientale dell'Englischer Garten, la rende uno dei principali punti di accesso al maggiore parco cittadino.
La stazione è stata aperta il 19 ottobre 1971.

## Nome
Lo scopo principale della stazione è quello di servire l'Università Ludwig Maximilian, i cui principali edifici sono situati lungo Ludwigstraße, Veterinärstraße e Schellingstraße.
La stazione ha due uscite: a sud su Schellingstraße e a nord su Ludwigstraße/Akademiestraße. L'uscita nord è costruita all'interno degli edifici universitari, permettendo l'accesso diretto all'edificio principale e alle facoltà di economia e giurisprudenza.